# ۲۰ (قمری)
۲۰ (قمری)، بیستمین سال در گاهشماری هجری قمری است. اول محرم این سال برابر با بیست و چهارم دسامبر سال ۶۴۰ میلادی است.

## رویدادها
- فتح مصر بدست عمروعاص
- اجرای معاهده بابلیون در اسکندریه و خروج ارتش روم
- تاسیس دیوان ها برای اداره حکومت توسط عمر بن خطاب
- اخراج کامل یهودیان از خیبر و تقسیم بین آن میان مسلمانان
- فتح شوشتر توسط مسلمانان به گزارش برخی از نویسندگان

## درگذشتگان
- صفر -  هراکلیوس (هرقل) امپراتور بیزانس (روم شرقی)
- اسید بن حضیر
- بلال حبشی ، از اصحاب پیامبر مبتلا به طاعون
- زینب بنت جحش، از همسران رسول خدا
- صفیه بنت عبدالمطلب ، عمه رسول خدا
- سعید بن عامر ، صحابه رسول خدا